# Ghreline

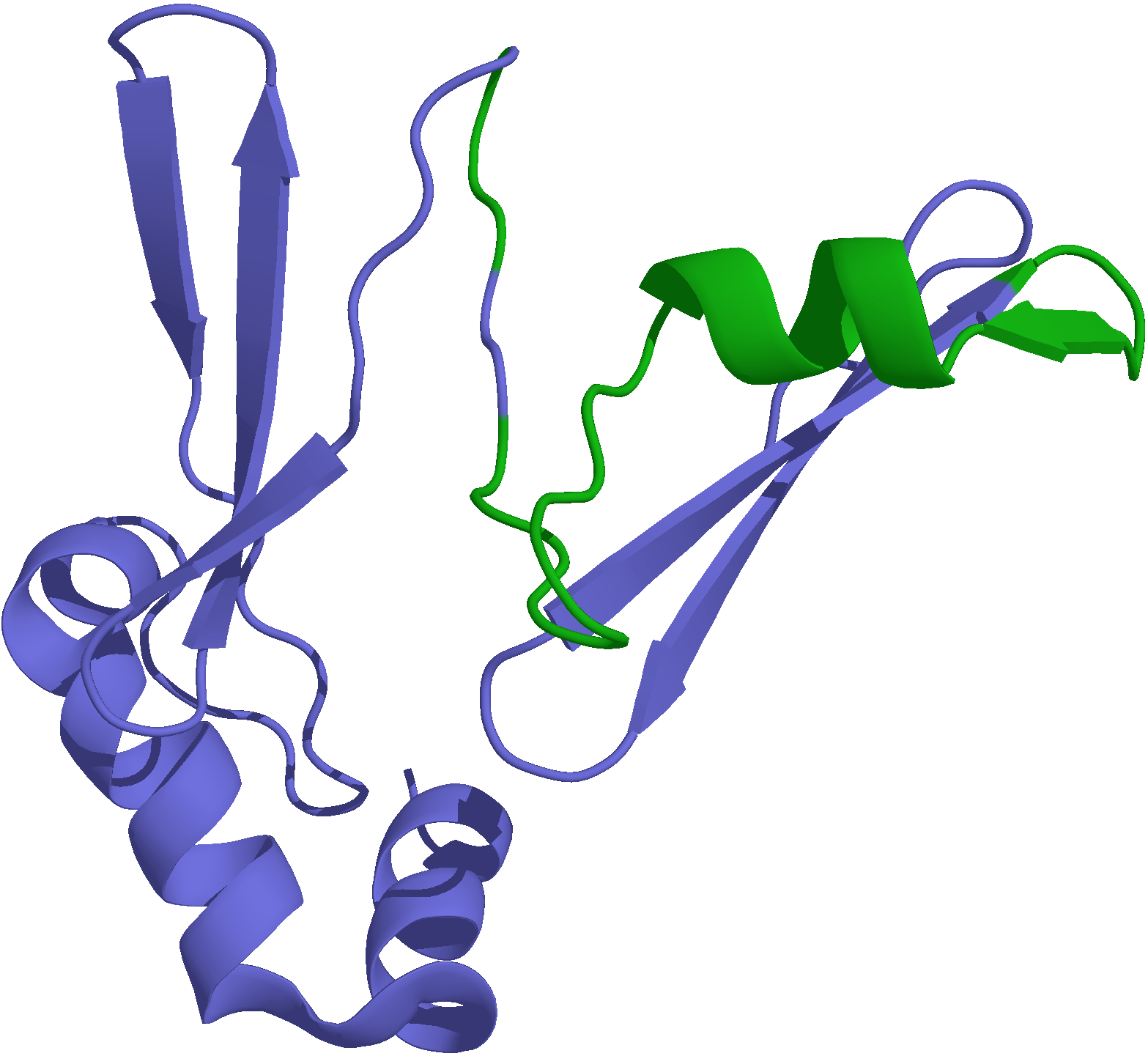
Preproghreline (groen en blauw) en ghreline (groen)

Ghreline (in de volksmond ook het hongerhormoon) is een hormoon dat vooral afgescheiden wordt door de maagwand en dat de eetlust opwekt. De naam komt van growth hormone-releasing peptide. Het is dus een peptide dat aanzet tot vrijgeving van groeihormoon. Ghreline is het enige bekende hormoon dat voedselinname stimuleert. Er zijn vele hormonen bekend die de voedselbehoefte remmen, zoals leptine, geproduceerd in vetweefsel, GLP-1, PYY 3-36, oxyntomoduline, en cholecystokinine (CCK), alle darmhormonen.
Masayasu Kojima ontdekte ghreline in 1999. Er bestaan twee soorten ghreline: een onwerkzaam zuiver peptide en een actieve vorm hexatropine met een zijketen van octanoyl.
De hoeveelheid ghreline neemt toe voor de maaltijd en neemt af erna. Ghreline wordt ook aangemaakt door de hypothalamus en zet de hypofyse aan om groeihormoon af te scheiden. Ghreline speelt een rol in de hippocampus, waar het leervaardigheid stimuleert en ook aanpassing aan veranderde omstandigheden. Dierproeven doen vermoeden dat het daarom beter is om overdag te studeren en daarvoor matig te eten. Een foetus scheidt ghreline ook af in de longen, waar het de groei ervan bevordert.
Ghreline zet aan tot eten. Ghreline inhibeert de secretie van insuline en stimuleert de secretie van glucagon, en zorgt hierdoor voor afbraak van glycogeen in de lever. Het stimuleert ook de vetsynthese en vermindert de vetafbraak. Bovendien versterkt grheline de maagmotiliteit, waardoor het 'rommelen' van de maag ontstaat wanneer men te lang niet heeft gegeten. Dikke mensen vertonen een lager peil van ghreline. Mensen met anorexia nervosa vertonen een hoger peil ghreline. De verklaring luidt, dat het lichaam met ghreline de storing probeert op te heffen. Bij slanke mensen vertoont ghreline een stijging 's morgens en een daling naar de avond toe. Bij dikke mensen is dit niet het geval, wat doet vermoeden dat hun ritme van dag en nacht verstoord is. Slaapgebrek kan leiden tot zwaarlijvigheid door toegenomen ghreline. Een maagverkleining werkt niet alleen door de kleinere maag, maar ook door minder ghreline. Er bestaat ook een medicijn om te vermageren dat werkt door uitschakeling van ghreline.